# The Tune
Pour plus de détails, voir Fiche technique et Distribution.
The Tune est un film d'animation américain réalisé par Bill Plympton, sorti en 1992.

## Synopsis
Le héros de The Tune (« La Chanson »), Del, est un jeune compositeur déterminé qui cherche toujours « LE tube » qui fera de lui une vedette, ou au moins lui assurera un revenu suffisant pour qu’il puisse épouser sa chère et tendre Didi, timide secrétaire chez Mega Music. Malheureusement, leur détestable patron, Mr Mega, lance un ultimatum à Del : composer un « Hit » en 47 minutes où il est viré… Débute alors pour notre petit pianiste un extraordinaire voyage…

## Fiche technique
- Titre : The Tune
- Titre original : The Tune
- Réalisateur : Bill Plympton
- Scénario : Bill Plympton, Maureen McElheron, P.C. Vey
- Musique : Maureen McElheron
- Format : couleur
- Genre : Animation, musical
- Durée : 70 minutes

## Distinctions
- nommé aux Independent Spirit Awards et au Sundance Film Festival

### Documentation
- Virginie Greiner, « En chantant », BoDoï, no 58,‎ décembre 2002, p. 84.